# Municipio de Meriden (Minnesota)
El municipio de Meriden (en inglés: Meriden Township) es un municipio ubicado en el condado de Steele en el estado estadounidense de Minnesota. En el año 2010 tenía una población de 621 habitantes y una densidad poblacional de 6,64 personas por km².

## Geografía
El municipio de Meriden se encuentra ubicado en las coordenadas 44°3′32″N 93°20′11″O / 44.05889, -93.33639. Según la Oficina del Censo de los Estados Unidos, el municipio tiene una superficie total de 93.58 km², de la cual 93,4 km² corresponden a tierra firme y (0,2 %) 0,18 km² es agua.

## Demografía
Según el censo de 2010, había 621 personas residiendo en el municipio de Meriden. La densidad de población era de 6,64 hab./km². De los 621 habitantes, el municipio de Meriden estaba compuesto por el 98,55 % blancos, el 0,81 % eran amerindios y el 0,64 % eran de una mezcla de razas. Del total de la población el 2,58 % eran hispanos o latinos de cualquier raza.